# IC 1510/2
IC 1510/2 је спирална галаксија у сазвијежђу Рибе која се налази на листи објеката дубоког неба у Индекс каталогу.
Деклинација објекта је + 2° 4' 20" а ректасцензија 23h 50m 33,0s. Привидна величина (магнитуда) објекта IC 1510 износи 14,4 а фотографска магнитуда 15,2. IC 15102 је још познат и под ознакама MCG 0-60-53, CGCG 381-53, VV 641, PGC 72589.